# Kutchan
Kutchan (倶知安町?) è una cittadina giapponese della prefettura di Hokkaidō.